# Cap Deveboynu
Le cap Deveboynu (Turc Deveboynu Burnu; Grec Krio;  Grec ancien Τριόπιον ou Triopion; Latin Triopium et Triopia) est un promontoire situé dans le sud-ouest de la Turquie, sur la mer Égée, à l'extrémité de la péninsule de Datça, au nord de l'île de Rhodes. 
La ville moderne de Tekir y est située sur ce promontoire.